# Auditorium Conciliazione

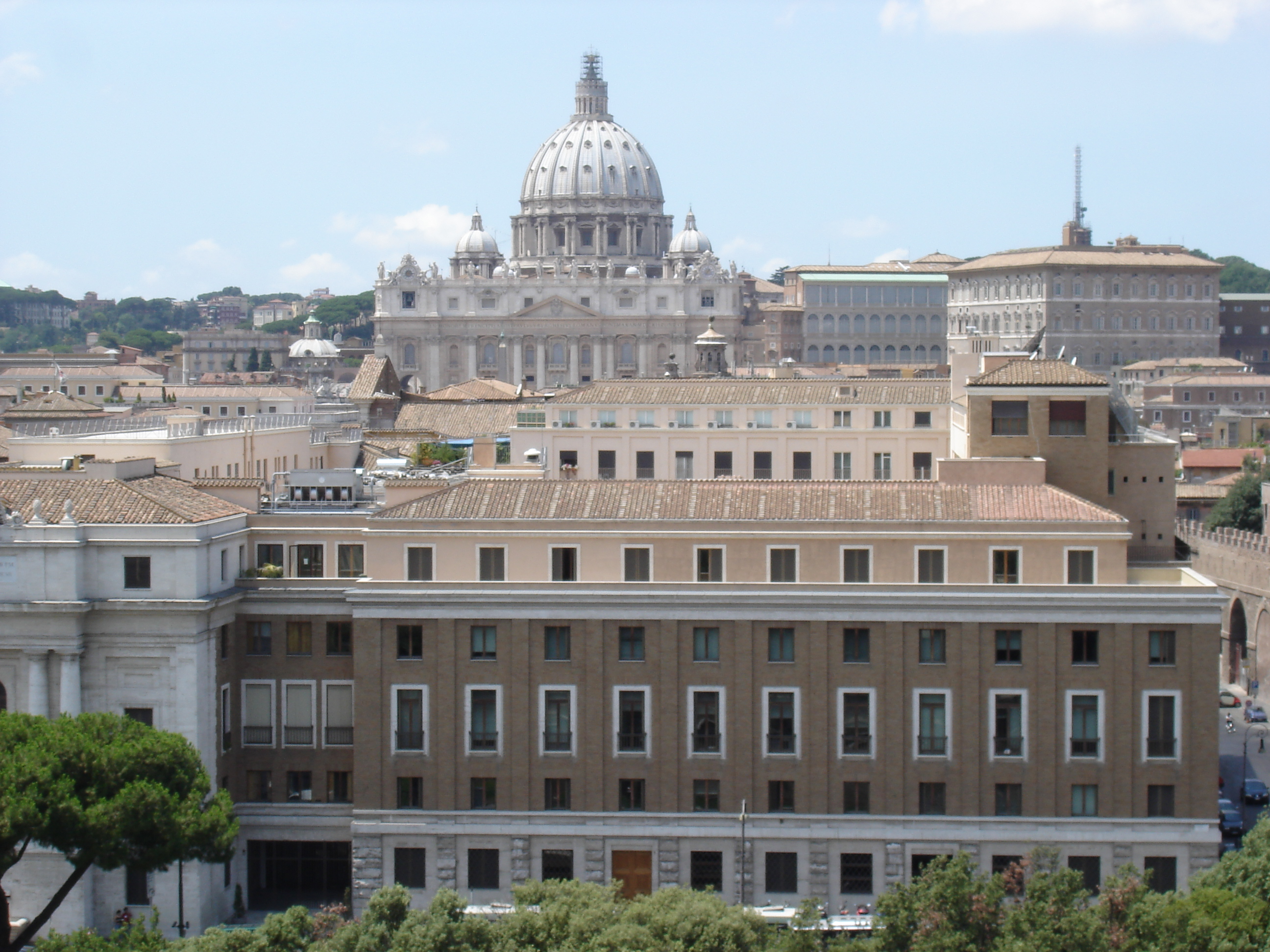
Foto do Palazzo San Pio X a partir do Castel Sant'Angelo. O auditório está localizado imediatamente atrás desta fachada.

Auditorium Conciliazione, conhecido também como Auditorio Pio e antigo Auditorium di Santa Cecilia, é uma sala de audiências, concertos e espetáculos musicais localizada no número 4 da Via della Conciliazione, no rione Borgo de Roma, ligado ao Palazzo San Pio X. Obra de Marcello Piacentini e Giorgio Calza Bini , foi inaugurado em 1950 e, oito anos depois, se converteu na sede da Orquestra da Academia Nacional de Santa Cecília. Atualmente se realizam ali os concertos da Orquestra Sinfônica de Roma.

## Sala de audiências pontifícias
A Sala de Audiências surgiu como parte do plano de reorganização urbanística da região na década de 1930, quando a Spina di Borgo foi demolida para permitir a perspectiva desejada para a Via della Conciliazione, que liga a Ponte Sant'Angelo à Praça de São Pedro. As obras de demolição e reconstrução foram patrocinadas pelo governo fascista de Benito Mussolini, só terminaram depois da Segunda Guerra Mundial. A construção da sala propriamente dita terminaram em 1950, ano do jubileu, quando ela foi inaugurada pelo papa Pio XII.
Em 1971, o local deixou de ser utilizado para este fim com a inauguração da Aula Paolo VI, cujo nome oficial era na época Sala Nervi, obra do arquiteto Pier Luigi Nervi, inaugurada pelo próprio papa Paulo VI.

## Sala de concertos
O auditório foi sede da Orquestra da Academia Nacional de Santa Cecília, que se mudou para lá vindo do Teatro Argentina e realizou ali seu primeiro concerto em 1958 sob a direção de Fernando Previtali, com a presença do pianista Arthur Rubinstein. 
Em 1975, Gino Pavolini e, nos anos 90, Antonino Gallo Curcio, Flavio Fellini e Fabrizio De Cesaris realizaram algumas modificações para melhorar a acústica do auditório, que se manteve como sala de concertos da orquestra até 2003, data na qual ela se mudou para o novo Auditorium Parco della Musica, projetado por Renzo Piano. Foi durante este período que a sala era chamada de Auditorium di Santa Cecilia.

## Prêmio David de Donatello
Depois da mudança da Orquestra de Santa Cecília, o edifício passou por uma nova remodelação entre 2004 e 2005, quando permaneceu fechado por dez meses. Em 29 de abril de 2005, foi reaberto com a cerimônia de entre dos Prêmios David de Donatello, da Academia Italiana de Cinema, uma cerimônia que depois foi realizada ali outras vezes.